# Schweinfurter Becken und nördliches Steigerwaldvorland
Schweinfurter Becken und nördliches Steigerwaldvorland ist ein Europäisches Vogelschutzgebiet und Teil des EU-Naturschutzsystems Natura 2000. In das Vogelschutzgebiet wurden die typisch vielgestaltigen Flächen des Areals aufgenommen. Das Gebiet nimmt Areale ein, die vor allem im bayerischen Landkreis Schweinfurt in Unterfranken zu finden sind. Das seit 2006 bestehende Schutzgebiet setzt sich teilweise aus älteren Schutzzonen zusammen.

## Lage
Die Schutzgebietsflächen befinden sich in Gemarkungen der Landkreise Schweinfurt und Kitzingen. Naturräumlich liegen sie in den namensgebenden Über-Haupteinheiten Schweinfurter Becken und Steigerwaldvorland, die beide zu den Mainfränkischen Platten gezählt werden. Beide Areale zeichnen sich durch ihre langen Vegetationsperioden und den zeitgleichen Mangel von Wasser aus. Es handelt sich um Kulturlandschaften, die seit Jahrtausenden unter dem menschlichen Einfluss stehen. 
Die größten Areale sind im Viereck Grettstadt-Donnersdorf-Gerolzhofen-Kolitzheim zu finden. Die mit Abstand größte, zusammenhängende unter Schutz stehende Fläche findet sich zwischen Grettstadt und Schwebheim, was insbesondere durch das hier befindliche Naturschutzgebiet Riedholz und Grettstädter Wiesen erklärt werden kann. Hier sind vor allem die erhaltenen Waldgebiete als Teile des Vogelschutzgebietes ausgewiesen worden. Im Norden ragen die geschützten Flächen bis in die Gemarkung von Gochsheim, im Süden bildet die Gemarkung Volkach-Gaibach die Begrenzung.
Dabei ist der Vogelschutzgebietskomplex Schweinfurter Becken und nördliches Steigerwaldvorland umringt von weiteren Vogelschutzgebieten, sodass die Tiere in geringer Entfernung weitere Ruhezonen zum Rasten und Brüten finden. Nördlich und westlich wurden viele Teile des Mainufers unter der Bezeichnung „Maintal zwischen Schweinfurt und Dettelbach“ unter Schutz gestellt. Südlich beginnt im Volkacher Gemeindegebiet das Vogelschutzgebiet Südliches Steigerwaldvorland, das sich in seinem Schutzzweck weitgehend mit dem nördlichen Steigerwaldvorland überschneidet.

## Geschichte und Beschreibung
Das Bayerische Landesamt für Umwelt, Abteilung Naturschutz, Landschaftspflege, Gewässerökologie stellte erstmals im Dezember 2004 mögliche Gebiete eines Vogelschutzgebietes zwischen Main und Steigerwald zusammen. Zwei Monate nach der Novellierung der Verordnung über die Festlegung von Europäischen Vogelschutzgebieten sowie deren Gebietsbegrenzungen und Erhaltungszielen im Jahr 2006 richtete man noch im selben Jahr das Vogelschutzgebiet ein.
Das Vogelschutzgebiet Schweinfurter Becken und nördliches Steigerwaldvorland unterscheidet sich von seinem südlichen Pendant vor allem durch die höhere Bevölkerungsdichte, was durch die Nähe zum Oberzentrum Schweinfurt erklärt werden kann. Hierdurch entstand eine vielgestaltige Landschaft aus Siedlungsflächen durchsetzt mit Laubwaldinseln, Wiesenniederungen und Ackerlandschaften. Der mosaikhafte Charakter des Gebiets sorgt für die Vielfalt an Vögeln. Mehrere Gebiete innerhalb des Vogelschutzgebietes sind bereits früher unter besonderen Schutz gestellt worden:
| Schutzgebiete innerhalb des Vogelschutzgebietskomplex Schweinfurter Becken und nördliches Steigerwaldvorland      | Schutzgebiete innerhalb des Vogelschutzgebietskomplex Schweinfurter Becken und nördliches Steigerwaldvorland | Schutzgebiete innerhalb des Vogelschutzgebietskomplex Schweinfurter Becken und nördliches Steigerwaldvorland | Schutzgebiete innerhalb des Vogelschutzgebietskomplex Schweinfurter Becken und nördliches Steigerwaldvorland | Schutzgebiete innerhalb des Vogelschutzgebietskomplex Schweinfurter Becken und nördliches Steigerwaldvorland |
| Name | Schutzkategorie (IUCN)                                                                                       | Gemeinde | Bild | |
| --- | --- | --- | --- | --- |
| Riedholz und Grettstädter Wiesen                                                                                  | IV | Grettstadt, Kolitzheim, Schwebheim                                                                           | Riedholz und Grettstädter Wiesen                                                                             | |
| Hörnauer Wald | IV | Frankenwinheim, Gerolzhofen, Sulzheim                                                                        | | |
| Vogelschutzgebiet Alter und Neuer See                                                                             | IV | Gerolzhofen                                                                                                  | | |
| Volkacher Mainschleife                                                                                            | V | mehrere Gemeinden                                                                                            | Volkacher Mainschleife                                                                                       | |
| Schutz des Landschaftsraumes "Umgebung der Sulzheimer Gipshügel" in der Gemarkung Sulzheim, Landkreis Schweinfurt | V | Sulzheim | | |
| Sulzheimer Gipshügel                                                                                              | IV | Sulzheim | Sulzheimer Gipshügel                                                                                         | |
| Schleifwiesen und Nußloch bei Lindach                                                                             | IV | Kolitzheim                                                                                                   | | |

## Vogelarten und Schutzziele
Schutzzweck des Vogelschutzgebietes ist der Erhalt bzw. die Herstellung des Lebensraumsmosaiks, das für die Artenvielfalt verantwortlich ist. Zusätzlich stehen die Populationen verschiedener Vogelarten unter besonderem Schutz. Es sind dies: Mittelspecht, Schwarzspecht, Halsbandschnäpper, Pirol, Trauerschnäpper, Rotmilan, Ortolan, Grauammer, Neuntöter, Turteltaube, Wendehals, Kuckuck, Dorngrasmücke und Baumpieper.
Die Artenvielfalt im Südlichen und im Nördlichen Steigerwaldvorland unterscheidet sich kaum voneinander. Allerdings sind im Vogelschutzgebiet Schweinfurter Becken und nördliches Steigerwaldvorland weit weniger Tierarten zu finden. Unterschieden werden können Stand- und Zugvögel, für die jeweils andere Bedingungen vorherrschen müssen. Folgende Vogelarten sind im Vogelschutzgebiet nachgewiesen worden: Ardea purpurea, Botaurus stellaris, Circus aeruginosus, Circus pygargus, Dryocopus martius, Emberiza hortulana, Ficedula albicollis, Ixobrychus minutus, Lanius collurio, Luscinia svecica, Milvus milvus, Picoides medius, Porzana parva, Anas querquedula, Anthus trivialis, Cuculus canorus, Ficedula hypoleuca, Gallinago gallinago, Jynx torquilla, Miliaria calandra, Oriolus oriolus, Saxicola rubetra, Streptopelia turtur, Sylvia communis, Vanellus vanellus.